# Cap de la Rocagran
El Cap de la Rocagran és una muntanya de 2.163 metres que es troba entre els municipis de la Guingueta d'Àneu i de la Vall de Cardós, a la comarca del Pallars Sobirà.